# Купсолинский
Купсолинский — посёлок в Медведевском районе Марий Эл Российской Федерации. Входит в состав Шойбулакского сельского поселения.
Численность населения — 46 человек (2014 год).

## География
Располагается в 2 км от административного центра сельского поселения — села Шойбулак.

## История
Посёлок Купсолинский был образован по решению исполкома Медведевского райсовета от 13 ноября 1972 г. на базе подучастка Арбанского торфопредприятия. Трудоспособное население посёлка занималось торфодобычей и другими подсобными работами.

## Население
| 2010 | 2011 | 2012 | 2013 | 2014 |
| ---- | ---- | ---- | ---- | ---- |
| 26   | ↗47  | ↘46  | ↗47  | ↘46  |

Национальный состав на 1 января 2014 г.:
| Национальность | Численность, чел. | Доля    |
| -------------- | ----------------- | ------- |
| всего          | 46                | 100,0 % |
| Марийцы        | 34                | 73,9 %  |
| Русские        | 7                 | 15,2 %  |
| Татары         | 2                 | 4,3 %   |
| другие         | 3                 | 6,5 %   |

## Описание
Улично-дорожная сеть посёлка имеет грунтовое и щебневое покрытие. Просёлочная дорога, ведущая к посёлку, имеет грунтовое покрытие.
Жители проживают в индивидуальных домах, не имеющих централизованного водоснабжения и водоотведения. Посёлок газифицирован.